# Estadio Zeqir Ymeri
El Estadio Zeqir Ymeri (anteriormente estadio Përparimi) es un estadio multiusos de la ciudad de Kukës, Albania. Fue inaugurado en junio de 2012 y es desde entonces el hogar del FK Kukësi, club que actúa en la Superliga de Albania, la máxima categoría del fútbol albanés.
El estadio era hasta junio de 2012 una cancha con una capacidad muy pequeña, pero con la participación del FK Kukësi por primera vez en la historia en la Superliga de Albania en la temporada 2012-13, se hizo necesaria una remodelación para ampliar su capacidad a alrededor de 5.000 personas.